# Anillo B

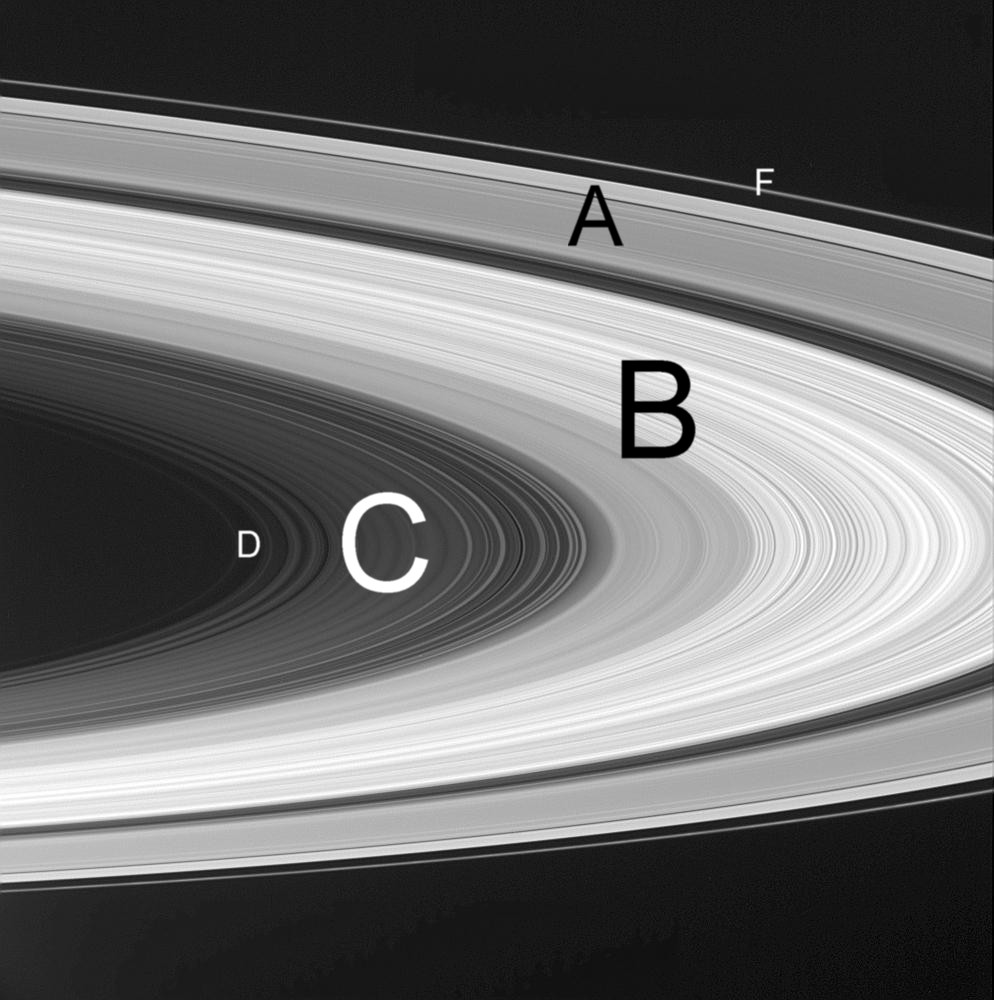
Anillos de Saturno. Hay etiquetas en los más importantes.

El anillo B es interior al anillo A se extiende desde los 92 000 km a los 117 500 km del centro de Saturno presentando una anchura de 25 500 km. En este anillo es donde se advierte una mayor organización estructural. También posee la mayor densidad de partículas que se encuentra en los anillos. Hay variaciones de opacidad en el anillo B a lo largo de distancias radiales de no más de 10 a 50 kilómetros; lo que no deja de llamar la atención si consideramos que posee una anchura total de 25 500 kilómetros. La parte central y más opaca de este anillo B es aquella donde aparecen las cuñas radiales.